# صومعه روژن
صومعه روژن تقدیم شده به ولادت مادر خدا (بلغاری: Роженски манастир "Рождество Богородично" , Rozhenski manastir "Rozhdestvo Bogorodichno"، یونانی: Μονή Ροζινού, Moni Rozinou) بزرگ‌ترین صومعه در کوه‌های پیرین در جنوب غربی بلغارستان است که در میان هرم‌های زمین ملنیک قرار دارد. این یکی از معدود صومعه‌های قرون وسطایی بلغارستان است که تا به امروز به خوبی حفظ شده است.
اولین شواهد باستان‌شناسی از زندگی قرون وسطایی در این مکان، گوری با چند سکه و تزئینات مربوط به زمان امپراتور بیزانس، میخائیل هشتم پالیولوژیس (۱۲۵۹–۱۲۸۲)، است. برخی از اقلام دیگر نیز به قرن سیزدهم برمی‌گردند، در حالی که دیوار سنگ مرمری بالای دروازه مرکزی کلیسا مربوط به قرن سیزدهم یا چهاردهم میلادی است. چند ساختمان جدید در زمان الکسیوس اسلاو در صومعه ساخته شد. اولین منبع مکتوب که بر وجود این صومعه گواهی می‌دهد، یادداشتی بر روی یک کتاب مناجات از سال ۱۵۵۱ میلادی است که امروزه در کتابخانه بزرگ لاورا در کوه آتوس قرار دارد.
کلیسای صومعه قبل از قرن ۱۵ ساخته شده و در سال ۱۵۹۷ نقاشی شده است. برخی از نقاشی‌های دیواری آن تاکنون حفظ شده است. در سال ۱۶۱۱ نمای جنوبی رنگ آمیزی شد. صومعه روژن بین سال‌های ۱۶۶۲ تا ۱۶۷۴ بر اثر آتش‌سوزی ویران شد و کتابخانه از بین رفت و به بسیاری از ساختمان‌ها آسیب جدی وارد گردید. این صومعه در قرن بعد با کمک مالی بلغارهای ثروتمند از سراسر کشور بازسازی شد. بازسازی در سال ۱۷۱۵ آغاز شد و در سال ۱۷۳۲ به‌طور کامل به پایان رسید.
این صومعه در قرن نوزدهم در اوج شکوه خود قرار داشت؛ زمانی که مرکز منطقه ای مسیحیت ارتدوکس بود و زمین‌های زیادی در این منطقه را در تملک خود داشت. قبر انقلابی مشهور بلغاری یانه ساندانسکی در نزدیکی این صومعه قرار دارد.

## نگارخانه

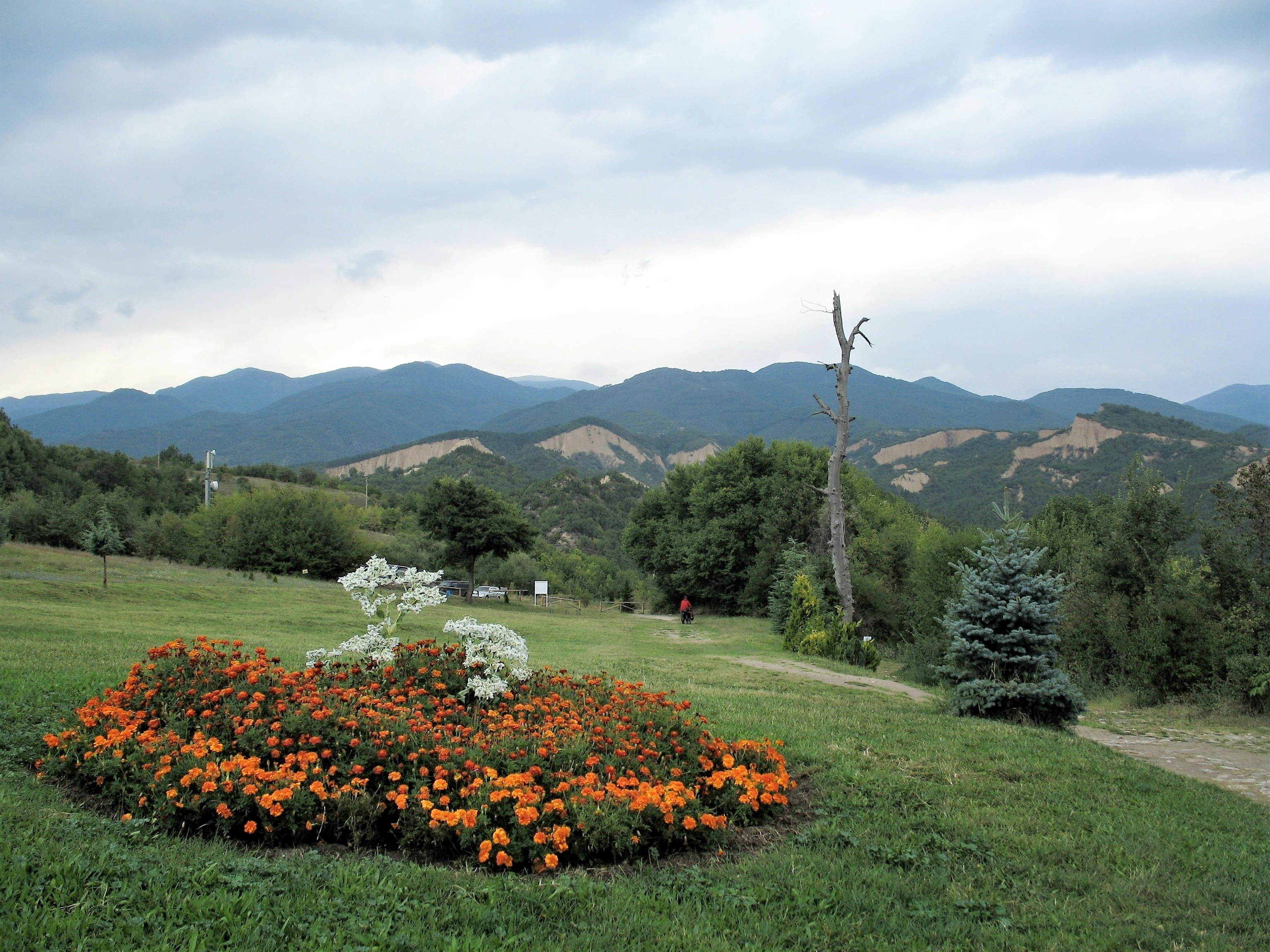
باغ صومعه
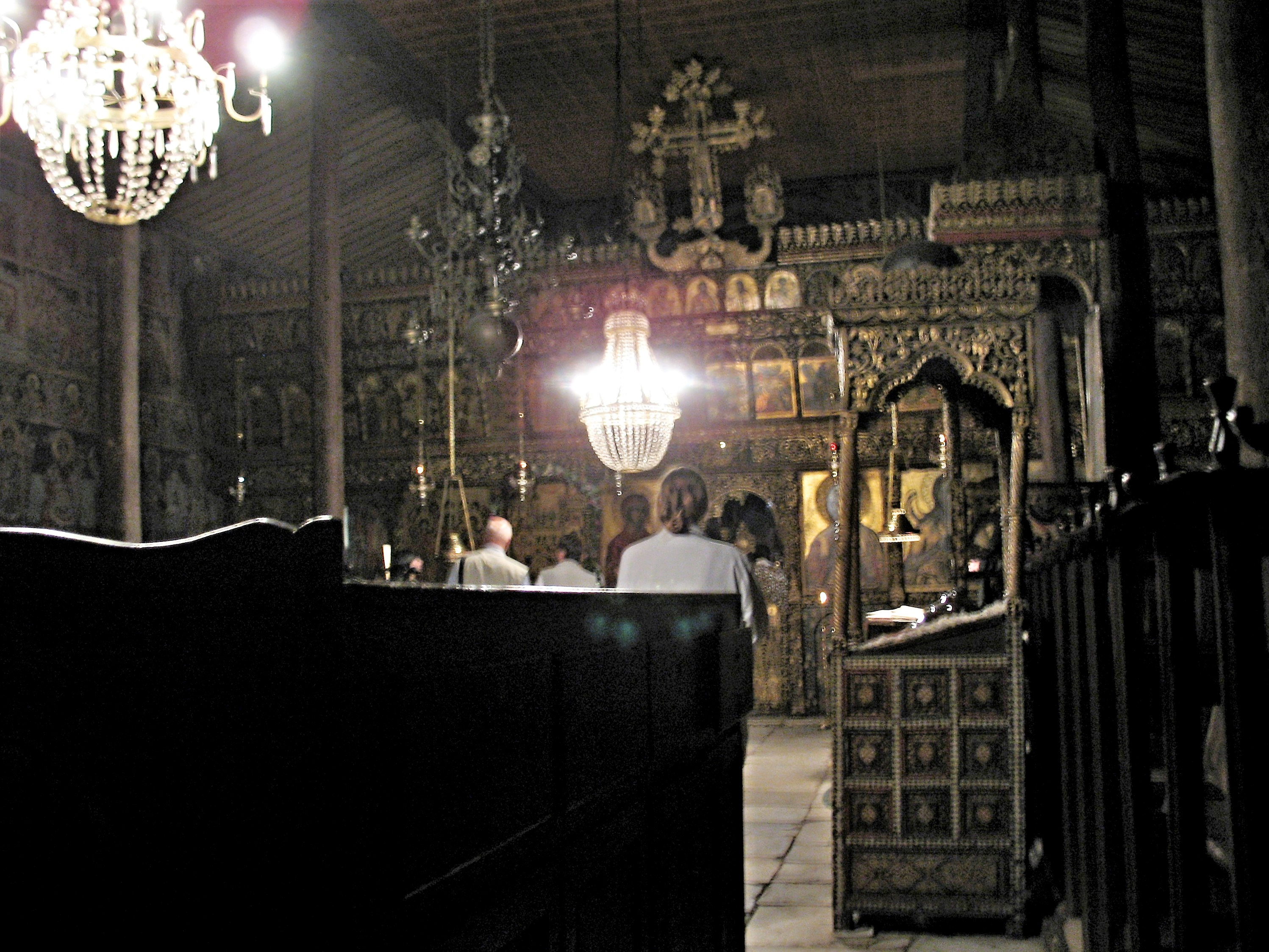
عبادت صبحگاهی
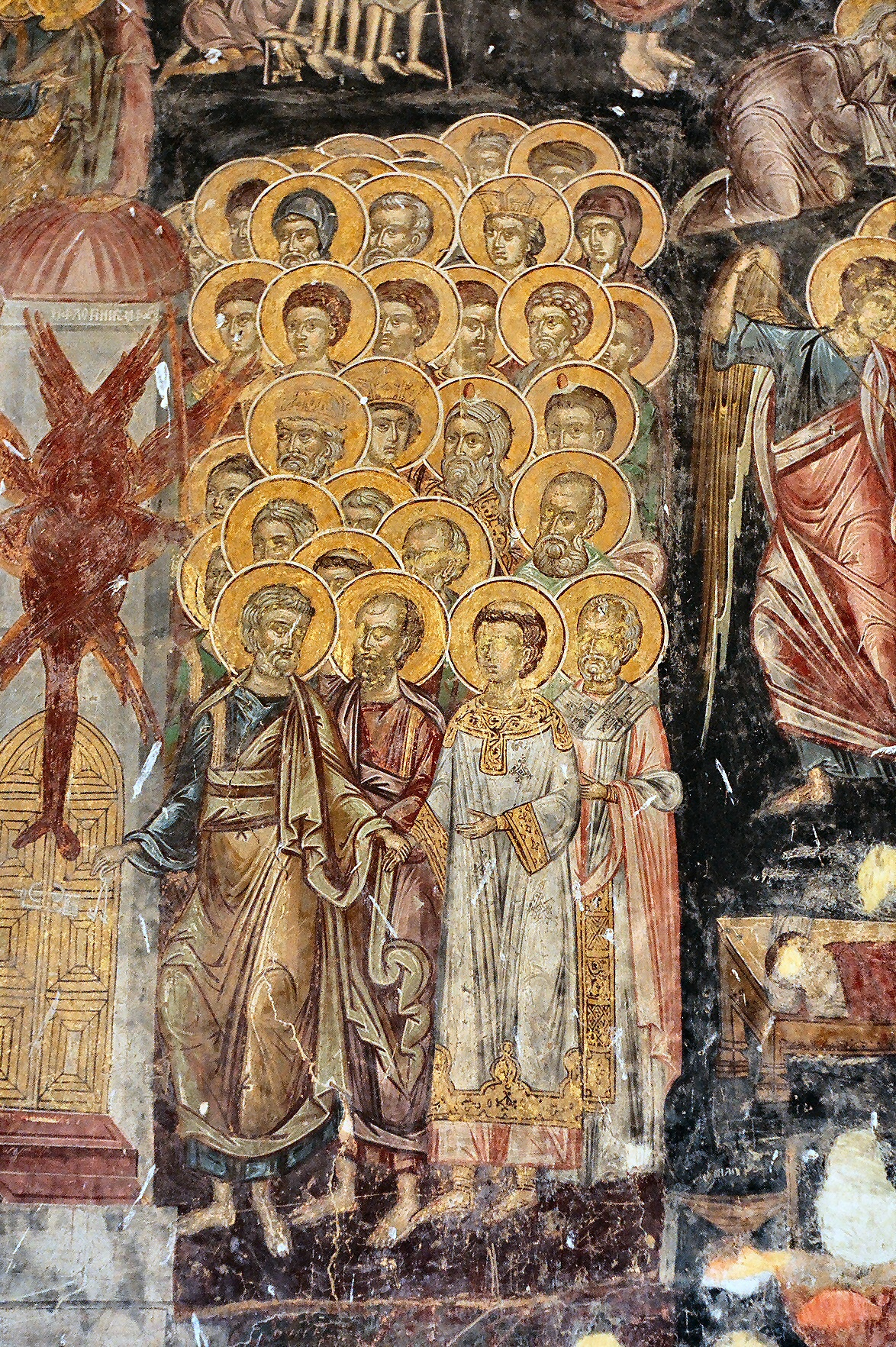
نقاشی دیواری در صومعه روژن
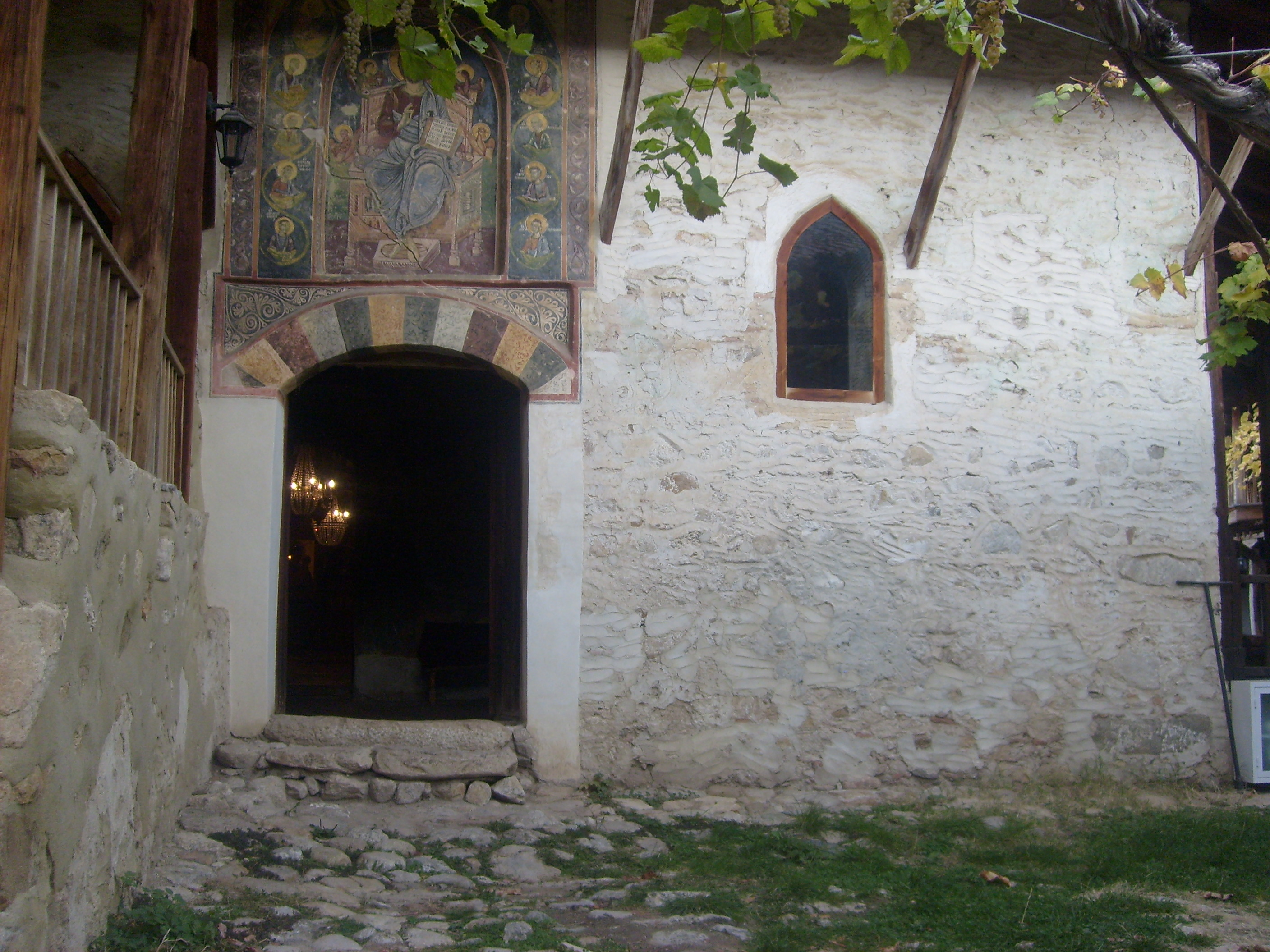
ورودی کلیسای صومعه
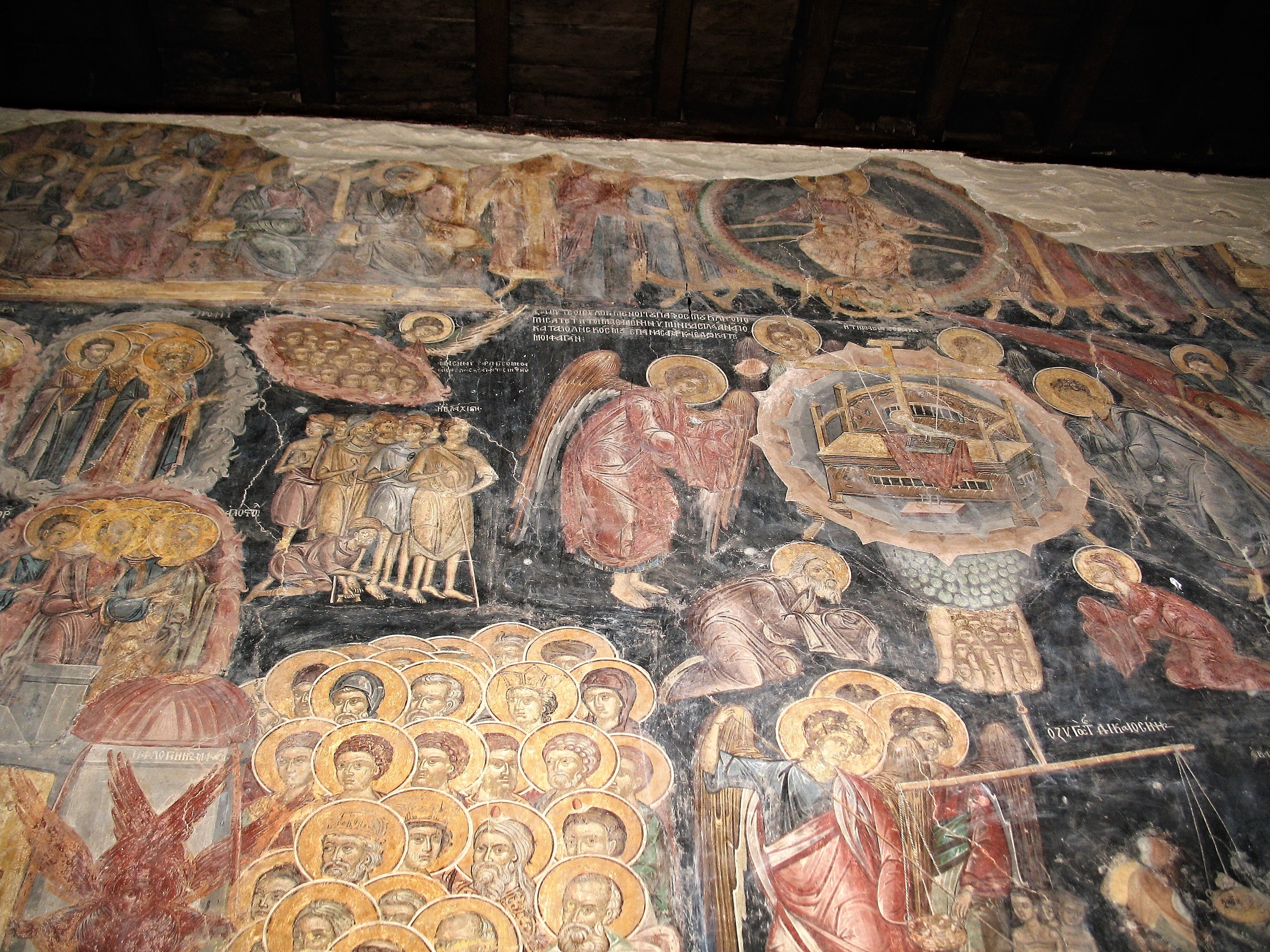
نقاشی‌های دیواری خارجی کلیسا
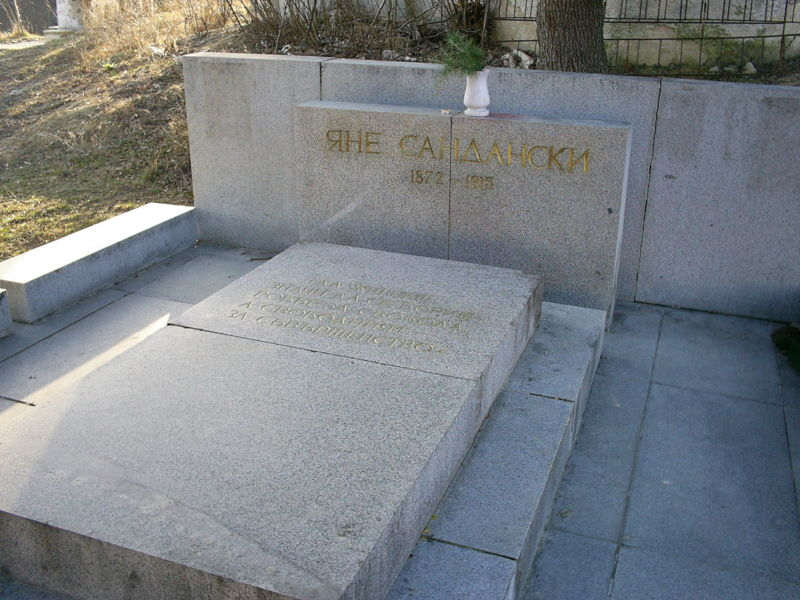
قبر یانه ساندانسکی